# Vattenpistol

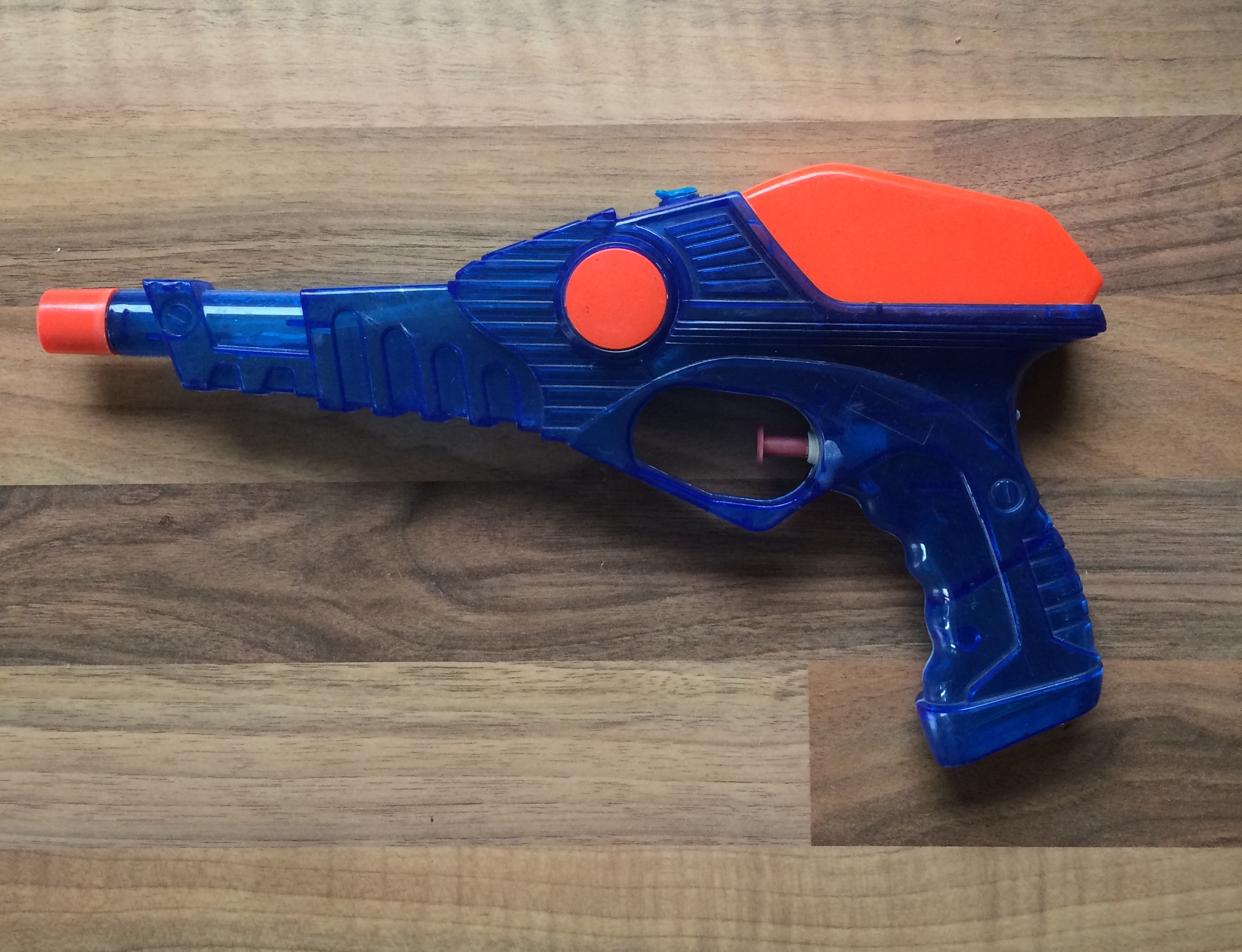
En vattenpistol.

Vattenpistol är en leksakspistol som kan fyllas med vatten och avfyra en vattenstråle. Den kan användas när man leker vattenkrig. Vattenpistoler är i regel gjorda av färgstark plast.
Från och med 1990-talet har de klassiska vattenpistolerna delvis ersatts med pumpgevär/vattenkanoner innehållande en tank som rymmer större vattenmängder. Vid användning av dessa pumpar man upp ett övertryck för att på så sätt få vattnet att spruta med högre tryck och färdas längre sträckor. Den tekniska idén till Super Soaker, som var ett av 1990-talets storsäljande varumärken för dessa vattenvapen, kom 1989 av NASA-ingenjören Lonnie Johnson. Super Soaker 50 kan enligt förpackningen skjuta vatten upp till 50 fot, vilket är 15 meter.
Historiskt kan ordet vattenpistol beläggas i svenskan sedan åtminstone 1940-tal, men ordet vattenbössa eller vattenbyssa (med en vidare betydelse) är känt från år 1538.